# Ficksburg
Ficksburg este un oraș din Africa de Sud.